# Bélléfoungou
Bélléfoungou è un arrondissement del Benin situato nella città di Djougou (dipartimento di Donga) con 5.858 abitanti (dato 2006).